# L'uomo laser
L'uomo laser (Laserblast) è un film di fantascienza del 1978, diretto da Michael Rae.

## Trama
Billy è un ragazzo capriccioso che vive nei dintorni di un'oasi californiana. Un giorno, l'adolescente trova casualmente un fucile laser e se ne impossessa. Nel corso della vicenda si scopre che l'arma appartiene, in realtà, a una schiera di alieni. 

## Produzione
Realizzato con un budget limitato, il film è stato girato interamente nella zona di Santa Clarita. 
La pellicola alterna effetti speciali artigianali e tecniche stop motion. Fra i curatori degli FX si ricorda il nome di David W. Allen, futuro collaboratore di Joe Dante e Stuart Gordon. 
Come ribadito dallo stesso produttore, il soggetto de L'uomo laser si ispira ai classici Sci Fi dell'epoca (in particolare al cult movie Incontri ravvicinati del terzo tipo).

## Distribuzione
Uscito nelle sale e nei drive-in americani nel marzo del 1978, l'opera venne esportata, in seguito, in Europa. 
In Italia il lungometraggio venne presentato, in anteprima, al Festival internazionale del film di fantascienza.
L'uomo laser è apparso all'interno del programma televisivo Mystery Science Theater 3000. 